# Garagevägen

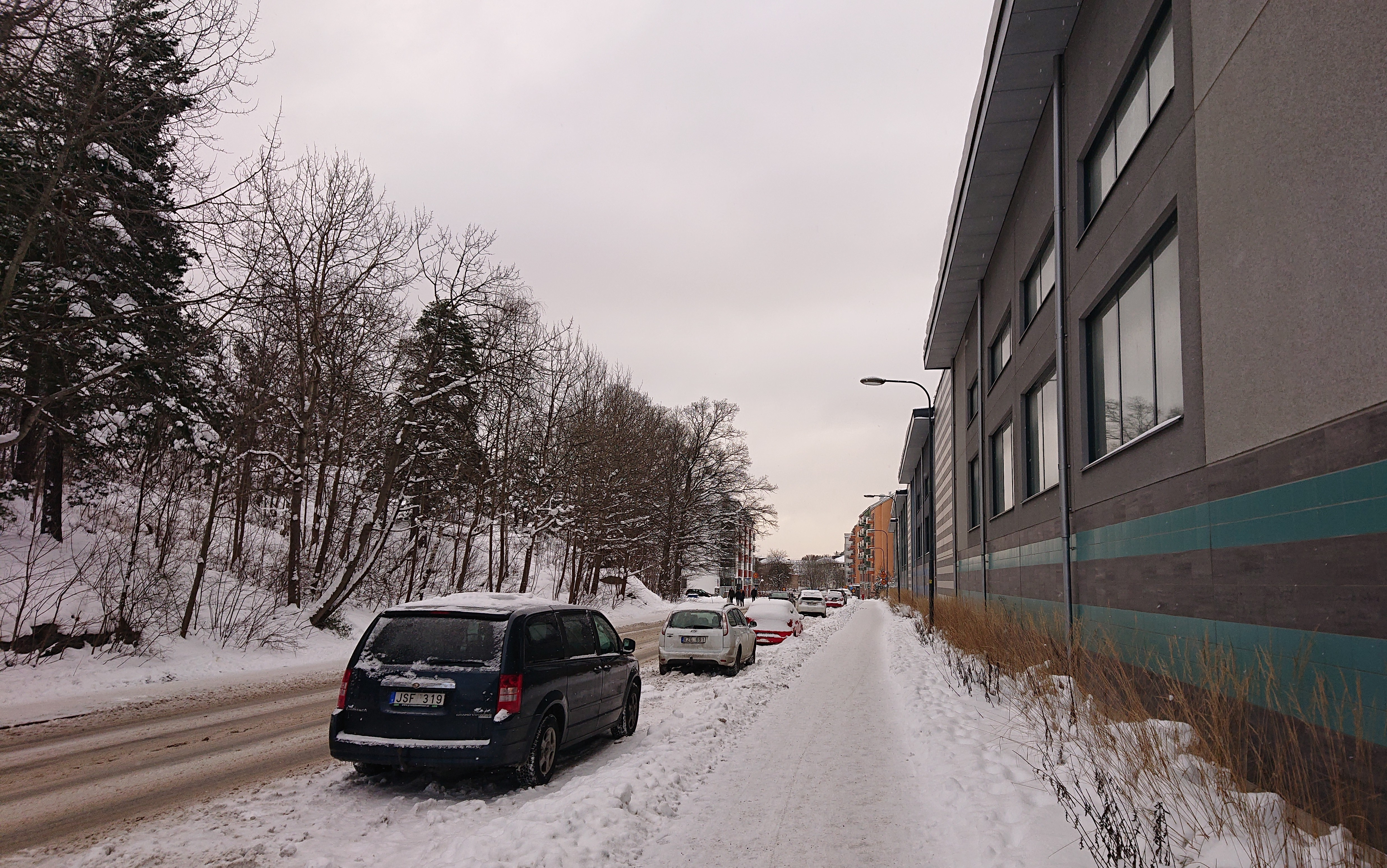
Hammarbydepån till höger i bild.

Garagevägen är en gata i Hammarbyhöjden i Stockholm. Gatan sträcker sig från Sofielundsvägen i syd till Sparrmansvägen och Finn Malmgrens väg i nord. Bredvid Garagevägen finns Hammarbydepån där underhåll av fordon och anläggningar för Stockholms tunnelbana sker. 
Gatan fick sitt nuvarande namn 1947 efter närheten till dåvarande Stockholms Spårvägars stora garage. 